# Nậm Mạ (Lai Châu)
Nậm Mạ là một phụ lưu của sông Đà ở huyện Sìn Hồ tỉnh Lai Châu, Việt Nam.
Nậm Mạ dài 55 km, diện tích lưu vực 732 km², mã sông "64 02 02 63 29".

## Dòng chảy
Nậm Mạ bắt nguồn từ dãy núi ở xã Phìn Hồ huyện Sìn Hồ 22°27′13″B 103°17′28″Đ / 22,45361°B 103,29111°Đ, chảy theo hướng đông nam qua các xã Ma Quai, Nậm Tăm, tới xã Nậm Cha thì đổi hướng gần tây nam, đến xã Nậm Mạ thì đổ vào sông Đà.

## Chỉ dẫn
1. ↑  Trong tiếng Thái-Tày "Nậm" có nghĩa là nước, sông, suối.